# Kescheid
Kescheid là một đô thị thuộc huyện Altenkirchen, trong bang Rheinland-Pfalz, phía tây nước Đức. Đô thị Kescheid có diện tích 4,82 km², dân số thời điểm ngày 31 tháng 12 năm 2006 là 131 người.